# آلبرتسانز
آلبرتسانز (انگلیسی: Albertsons) شرکت خرده‌فروشی آمریکایی است، که در زمینه مدیریت بر فروشگاه‌های زنجیره‌ای و سوپرمارکت‌ها، فعالیت می‌نماید.
شرکت آلبرتسانز در سال ۱۹۳۹ توسط جو آلبرتسانز تأسیس شد و هم‌اکنون مالک شبکه‌ای از ۲۳۲۸ شعبه فروشگاه زنجیره‌ای در سراسر ایالات متحده می‌باشد. دفتر مرکزی این شرکت در شهر بویسی، آیداهو، آیداهو، ایالات متحده آمریکا قرار دارد و کلیه سهام آن متعلق به شرکت مدیریت سرمایه سربروس می‌باشد.